# Office des voies de desserte agricole
 (février 2025).
Motif : Où sont les sources secondaires, centrées et indépendantes qui montrent que les critères d'admissibilité sont atteints ? De plus, l'article a été rédigé d'un bloc et les sources ont été ajoutées ensuite.
- Archive Wikiwix
- Bing
- Cairn
- DuckDuckGo
- E. Universalis
- Gallica
- Google
- G. Books
- G. News
- G. Scholar
- Persée
- Qwant
- (zh) Baidu
- (ru) Yandex
- (wd) trouver des œuvres sur Wikidata

| 1. | Préciser le motif de la pose du bandeau. | Précisez le motif de la pose du bandeau en utilisant la syntaxe suivante : {{admissibilité à vérifier\|date=mars 2025\|motif=remplacez ce texte par le motif}}                                             |
| 2. | Informer les utilisateurs concernés.     | Pensez à avertir le créateur de l'article, par exemple, en insérant le code ci-dessous sur sa page de discussion : {{subst:avertissement admissibilité à vérifier\|Office des voies de desserte agricole}} |

L'Office des voies de desserte agricole (OVDA) est un établissement public de la république démocratique du Congo (RDC) spécialisé dans la construction, la réhabilitation et l'entretien des infrastructures de transport reliant les zones de production agricole aux centres de consommation. Son rôle est crucial dans le désenclavement des régions rurales, facilitant ainsi le transport des produits agricoles et contribuant au développement économique du pays.

## Historique
L'Office des voies de desserte agricole (OVDA) est un établissement public de la République Démocratique du Congo (RDC) chargé de la construction, de la réhabilitation et de l'entretien des infrastructures routières et fluviales destinées à faciliter les échanges entre les zones de production agricole et les centres de consommation. Son évolution institutionnelle témoigne de l'importance accordée au développement rural et à l'amélioration des conditions de vie des populations rurales ,,.
- 1987 : Création du Service National des Routes de Desserte Agricole par l'Arrêté départemental n° 87/002 du 21 janvier 1987, sous l'impulsion du Commissaire d'État Mokonda Bonza.
- 1995 : Pour doter ce service de moyens financiers adéquats, le Ministre Timothée Katanga Mukumadi Yamutumba signe l'Arrêté ministériel n° 006/CAB/MENIPME/01/95 du 8 mars 1995, modifiant la clé de répartition des taxes fiscales et parafiscales sur les produits pétroliers.
- 1998 : Le service est restructuré en Direction des Voies de Desserte Agricole (DVDA) par l'Arrêté ministériel n° 003/CAB/MIN/AGRI.EL/98 du 20 mai 1998, sous la direction du Ministre Mawampanga Mwana Nanga. Un jour plus tard, l'Arrêté ministériel n° 004/CAB/MIN/AGRI.EL/98 du 21 mai 1998 définit l'organisation et le fonctionnement de la DVDA.
- 2020 : Pour répondre aux exigences des partenaires techniques et financiers concernant la personnalité juridique, le Premier Ministre Sylvestre Ilunga Ilunkamba promulgue le Décret n° 20/008 du 1er avril 2020, établissant l'OVDA en tant qu'établissement public à caractère technique, doté de la personnalité juridique et jouissant d'une autonomie financière et de gestion.

## Missions et attributions
L'OVDA a pour missions principales,, :
1. Construction, réhabilitation et entretien des routes d'intérêt local : Assurer la liaison entre les zones rurales productrices et les centres urbains de consommation.
2. Aménagement et entretien des cours d'eau d'intérêt local : Faciliter le transport fluvial pour le déplacement des biens et des personnes.
3. Promotion de partenariats : Encourager la collaboration entre les pouvoirs publics, les bailleurs de fonds et les opérateurs de développement pour une gestion efficace des infrastructures.
4. Formation et encadrement des Comités Locaux d'Entretien et de Réhabilitation (CLER) : Renforcer les capacités locales pour une gestion pérenne des infrastructures.
5. Promotion des bonnes pratiques d'utilisation du réseau : Sensibiliser les usagers à l'entretien et à la préservation des infrastructures.

## Réseau géré
L'OVDA est responsable d'un vaste réseau comprenant, :
- Routes d'intérêt local : 87 300 km sur les 154 986 km de routes que compte le pays, dont 56 585 km sont identifiés comme prioritaires.
- Voies navigables de desserte agricole : 11 284 km sur les 17 000 km de voies fluviales nationales.
- Pistes d'atterrissage : Des pistes en milieu rural, d'une longueur variant de 800 à 1 000 mètres, facilitant le transport aérien local.

## Réalisations récentes
En octobre 2024, l'OVDA a entrepris la réhabilitation de 419 km de routes de desserte agricole dans la province de la Tshopo, financée par le Fonds National d'Entretien Routier (FONER). Ces travaux, utilisant la méthode à haute intensité de main-d'œuvre (HIMO), visent à désenclaver les zones rurales et à améliorer l'accès aux marchés pour les producteurs locaux.
En juin 2024, l'OVDA a été doté de véhicules utilitaires, notamment des camions tout-terrain 6x6, adaptés aux conditions des infrastructures rurales de la RDC. Cette acquisition, réalisée en partenariat avec l'entreprise Zahira SARL, vise à renforcer les capacités opérationnelles de l'OVDA dans ses missions de développement rural.

## Organisation et gouvernance
L'OVDA est structuré pour assurer une gestion efficace de ses missions :
- Siège : Situé à Kinshasa, avec des directions provinciales réparties sur l'ensemble du territoire national.
- Conseil d'Administration : Organe décisionnel supervisant les orientations stratégiques de l'Office.
- Direction Générale : Chargée de la mise en œuvre des politiques et des projets, sous la direction du Directeur Général Cléophas Badiashile Katumba.

## Perspectives
L'OVDA s'engage à poursuivre ses efforts pour désenclaver les zones rurales, améliorer les conditions de transport et stimuler le développement économique local. Grâce à des partenariats renforcés et à une gestion efficiente, l'Office aspire à jouer un rôle clé dans la transformation des infrastructures rurales en RDC.